# إكلتومن (الزاوية سيدي يوسف)
إكلتومن هو دُوَّار يقع بجماعة لوطا، إقليم الحسيمة، جهة طنجة تطوان الحسيمة في المملكة المغربية. ينتمي الدوّار لمشيخة الزاوية سيدي يوسف التي تضم 6 دواوير. يقدر عدد سكانه بـ 432 نسمة حسب الإحصاء الرسمي للسكان والسكنى لسنة 2004.

## روابط خارجية
- البوابة الوطنية للجماعات الترابية
- المندوبية السامية للتخطيط